# Daniel Messac
Daniel Messac de Morais, ou apenas Daniel Messac (Abaeté, Minas Gerais, 27 de março de 1960), é um político brasileiro, deputado estadual por Goiás em várias legislaturas, com forte presença no segmento evangélico, e atualmente nos quadros do PTB.
Nascido em Paineiras, então um distrito de Abaeté, Minas Gerais, Daniel Messac se elegeu pela primeira vez em 1992, como vereador em Goiânia, renovando o mandato em 1996 e 2000. Em 2002 chega a Assembleia Legislativa, sendo reeleito em 2006 e 2010, sempre pelo PSDB. Em 2014, pelo mesmo partido, não conseguiu novo mandato, ficando como segundo suplente de sua coligação. No entanto, acabou assumindo vaga na Assembleia quando o titular Valcenor Braz foi nomeado para uma secretaria no governo estadual. Posteriormente essa vaga tornou-se definitiva quando Valcenor foi nomeado conselheiro do Tribunal de Contas dos Municípios do Estado de Goiás e Zé Antonio também renunciou para assumir a prefeitura de Itumbiara.
Além dos mandatos parlamentares, Messac exerceu os cargos de secretário extraordinário para Assuntos da Região Metropolitana do Governo de Goiás (2003) e Secretário Extraordinário do governo estadual (2007-2009).
Em 2018 anunciou sua saída do PSDB, assinando ficha de filiação no PTB. No entanto, acabou desistindo da disputa das eleições do mesmo ano.

## Operação Poltergeist

### Funcionários fantasmas
Em Abril de 2014, Daniel Messac foi conduzido ao Ministério Público para prestar esclarecimentos dentro da Operação Poltergeist,,que investigava um esquema de desvio de recursos públicos por meio da contratação de servidores fantasmas no gabinete de Messac na Assembleia e no do vereador Divino Rodrigues na Câmara Municipal de Goiânia. Um ano depois, a Corte Especial do Tribunal de Justiça de Goiás recebeu a denúncia oferecida pelo Ministério Público contra o deputado, seu chefe de gabinete e outro servidor público, relativa a crimes apurados pela Operação.

### Desvio de verbas
Em setembro de 2017 o Ministério Público ofereceu nova denúncia contra Daniel Messac, como desdobramento das investigações da Poltergeist. Esta nova ação penal apontava a existência de um esquema de desvio de verba de gabinete. Também foram denunciadas outras 8 pessoas, incluindo o ex-deputado estadual Frederico Nascimento. Segundo o MP, Messac e Nascimento “diretamente ou por meio das respectivas assessorias, em conluio com alguns fornecedores, solicitaram a emissão de notas fiscais frias (nas quais era inserida a prestação de serviços inexistentes) e de notas fiscais superfaturadas, a fim de justificar gastos previamente orçados pela Assembleia Legislativa de Goiás e, posteriormente, pedir o respectivo reembolso em valores próximos ao teto disponível”.
Os procuradores solicitaram, na peça acusatória, que Daniel Messac fosse suspenso do mandato parlamentar, além do bloqueio de bens dos acusados até o limite de R$ 121.127,27.

### Coação de testemunhas e prisão
Em dezembro de 2018 o deputado foi alvo de um mandado de busca e apreensão, em decorrência de investigação do Grupo de Atuação Especial de Combate ao Crime Organizado (Gaeco), do Ministério Público de Goiás (MP-GO), por uma suposta coação a testemunhas da Operação Poltergeist. Documentos e conteúdo de mensagens de celular apreendidos pelo MP reforçaram a ligação dele com o policial federal afastado Anderson Luís Coelho e o pastor evangélico Vagno Sebastião Fernandes de Miranda, ambos presos também por coação da principal testemunha da mesma operação. Entre os itens encontrados estavam o montante de R$13 mil reais descobertos no bolso de um paletó de Daniel Messac.
Em 7 de dezembro do mesmo ano, Messac foi preso preventivamente a pedido do MP.